# جیانلوکا پرستیانی
جیانلوکا پرستیانی (انگلیسی: Gianluca Prestianni؛ زادهٔ ۳۱ ژانویهٔ ۲۰۰۶) بازیکن فوتبال اهل آرژانتین است که در پست وینگر برای باشگاه فوتبال ولز سارسفیلد در لیگ برتر فوتبال آرژانتین بازی می‌کند.
وی که اصالتاً ایتالیایی است در آرژانتین متولد شده و در تیم ملی فوتبال زیر ۱۰۰ سال آرژانتین بازی کرده‌است.